# Паскоє Примович
Паскоє Примович (близько 1565—1619) — один з перших представників літературного бароко в Далмації. Народився в Дубровнику, у родині службовців міського врядування, і, подібно до своіх предків, провів життя на порівняно незначних должностях у канцеляріях Республіки. Постійно бідував, не маючи змогу покінчити з нужденністю. Досить рано побачив смерть єдиного сина, на якому й обірвався рід Примовичей. У современников поезія П. Примовича користувалась великим попитом, але значина частина його поетичного обдарування залишилась у рукопису, у тому числі і його натхненні і легкі, пронисякнені неслухняністю ліричні вірши на злобу дня, а також гострі, навіяні дубровницьким патріотизмом сатіри проти сусідів Дубровника — мешканців острова Корчула і міста Котор. Виступав також з поетичними перекладами церковних гімнів и молитов. П. Примович бул винахідником жанру жартівливих ліричних віршів, так званих «фіок». Походження слова «фіока» не зовсім відомо. За думкою одних дослідників, воно походить від жаргонного дубровницькогоу виразу — жартувати, висміювати, за іншою думкою, воно пішло від обов'язкового акростиху, закладеного у них і містить скорочене від жіночого імені Філомена. Невимушені і переливчасті фіоки П. Примовича натхненні дубровницькою повсякденністю; вони містять багацько жаргонних слів, локалізмів, вони добре відображують животворчий гомін вулиці тої пори.